# Liste des cours d'eau du pays de Léon
Voici une liste alphabétique des cours d'eau du pays de Léon, dans l'ouest de la France :
- Aber-Benoît
- Aber-Ildut
- Aber-Wrac'h
- Coat Toulzac'h Sandre, « Fiche cours d'eau - rivière le coat toulzac'h (J2714001) » (consulté le 18 mai 2012)
- Rivière de Daoulas Sandre, « Fiche cours d'eau - le Daoulas (J5404400) » (consulté le 18 mai 2012)
- Élorn
- Flèche Sandre, « Fiche cours d'eau - la Flèche (J3106000) » (consulté le 18 mai 2012)
- Guillec ou Quillec Sandre, « Fiche cours d'eau - le Guillec (J3024000) » (consulté le 18 mai 2012)
- Horn
- La Penzé Sandre, « Fiche cours d'eau - La Penzé (J27-0300) » (consulté le 18 mai 2012)
- Quillimadec Sandre, « Fiche cours d'eau - le Quillimadec (J3114000) » (consulté le 18 mai 2012)

## À voir aussi
- Liste des cours d'eau de Cornouaille